# ايزاك بارنارد
ايزاك بارنارد (بالإنجليزية: Izak Barnard)‏ هو مصور جنوب أفريقي، ولد في 1933، وتوفي في 6 مارس 2011.